# Frigidarium

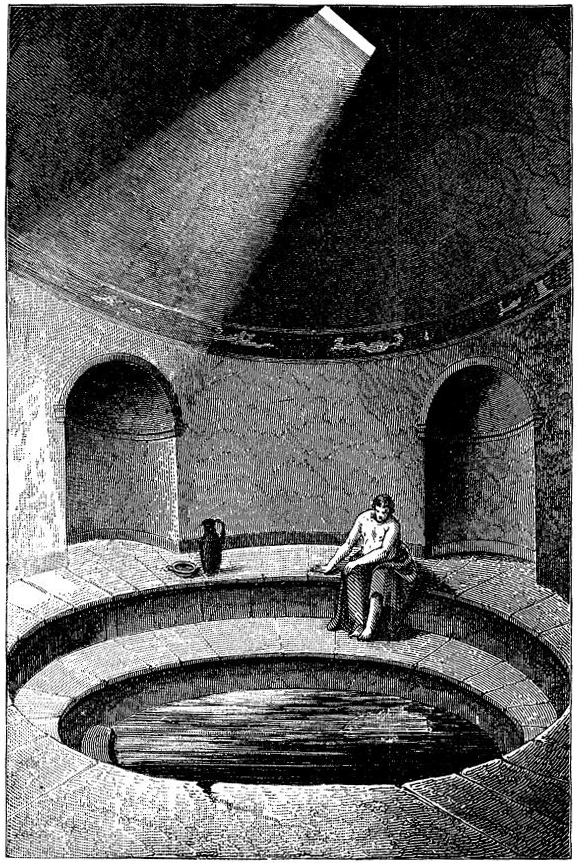
Frigidarium w Pompejach na XIX-wiecznej ilustracji (akwaforta F. Overbecka)

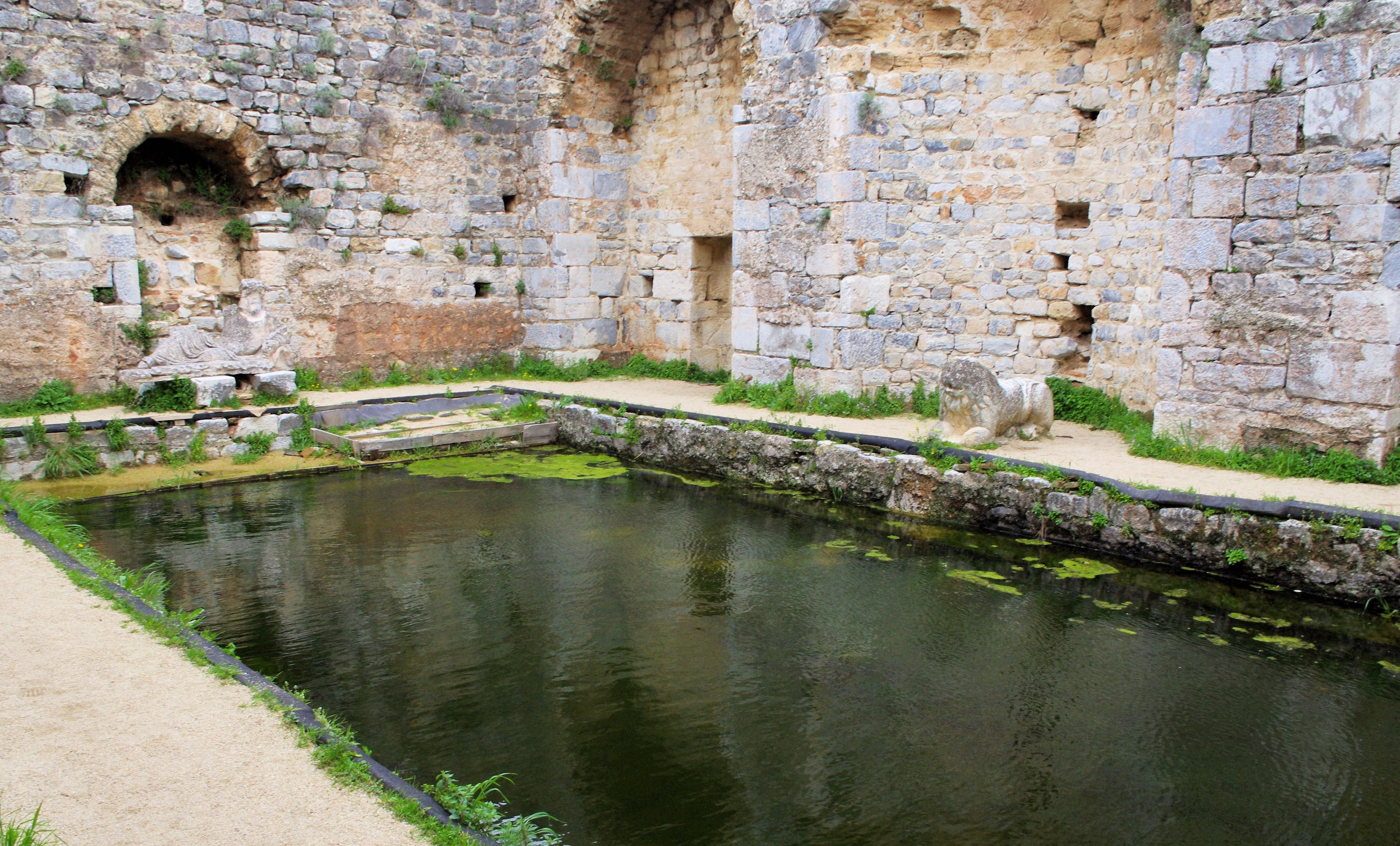
Basen frigidarium w termach Faustyny w Milecie

Frigidarium (od łac. frigidus – zimny; gr. psychrolusion) – pomieszczenie do kąpieli w basenach z zimną wodą w rzymskich termach.
Frigidarium będące jedną z zasadniczych części łaźni publicznej (thermae) i znajdujące się w części bardziej rozbudowanej, przeznaczonej dla mężczyzn, poprzedzane było obszernym apodyterium (szatnia, rozbieralnia), w którym pozostawiano odzież przed przejściem do pomieszczenia z wodą zimną. Dokonywano tam pierwszych ablucji w basenie wypełniającym niemal całą salę (często wyposażonej też w labrum) bądź poprzedzając przejście wprost do sali ciepłej (tepidarium), gdzie stopniowo przystosowywano się do podwyższonej temperatury łaziebnej. Powracając odwrotnie do frigidarium z gorącego caldarium czy potni (laconicum), można było zakończyć cały pobyt w termach zimną kąpielą.
Frigidarium odkryte w Pompejach miało kształt okrągłej salki z czterema niszami i centralnym basenem, oświetlanej przez otwór w sklepieniu kopuły; posadzka wykładana była marmurem, a ściany dekorowane iluzoryczną wizją barwnego ogrodu z niebieskim sklepieniem. 
Plan term pompejańskich wskazuje na ich podział dla płci: część przestronniejsza, obejmująca frigidarium, przeznaczona była dla mężczyzn, druga – dla kobiet, często z zewnętrznym terenem spacerowym (xystus), być może o charakterze ogrodowym. Na ogół jednak przy niedzielonych pomieszczeniach, te same służyły kobietom i mężczyznom, którym jedynie wyznaczano korzystanie z nich w różnej porze. 
Choć niewielkie frigidarium mieściło się w jednym zadaszonym kompleksie łaźni prywatnych (balneae), badacze wcześnie wyrażali wątpliwości co do tego, by rozległe frigidarium w termach publicznych mogło być kryte. W istocie wydzieloną jego część stanowił odkryty basen kąpielowy z wodą zimną (piscina natatoria albo natatio). Do największych nam znanych należały takie baseny w rzymskich termach Karakalli (o wymiarach 58x24 m) i w termach Dioklecjana.
W domach prywatnych, w których łaźnia (balneum) była zwykle niewielka, obejmująca jedynie tepidarium i caldarium, brak było frigidarium, w zastępstwie chłodzono się tylko zimną kąpielą w zwykłym basenie.  